# Zenobiusz Kozik
Zenobiusz Wincenty Kozik (ur. 23 stycznia 1928 w Mierzwinie, pow. jędrzejowski, zm. 27 maja 2020 w Warszawie) – polski historyk, politolog, komunistyczny działacz polityczny, profesor nauk humanistycznych.

## Życiorys

### Wykształcenie i działalność naukowa
Był słuchaczem Wyższej Szkoły Oficerów Polityczno-Wychowawczych w Rembertowie. W 1953 ukończył studia ekonomiczne na Wydziale Handlu Wyższej Szkoły Ekonomicznej w Krakowie. W 1970 uzyskał na Wydziale Nauk Społecznych Uniwersytetu Warszawskiego stopień doktora na podstawie pracy Jednolity front KPP i PPS w Krakowskiem (1933-1937) (jej promotorem był prof. Janusz Gołębiowski). Habilitował w 1974 w zakresie historii myśli politycznej w Wyższej Szkole Nauk Społecznych przy KC PZPR pracą Partie i stronnictwa polityczne w Krakowskiem w latach 1945-1947. W 1985 Rada Państwa nadała mu tytuł naukowy profesora.
Od 1951 do 1953 pracował jako asystent w Katedrze Podstaw Marksizmu-Leninizmu WSE w Krakowie. W 1953 został zatrudniony na Akademii Medycznej w Krakowie, gdzie został adiunktem, a następnie zastępcą profesora i kierownikiem Zakładu Podstaw Marksizmu-Leninizmu. Równocześnie był kierownikiem Katedry Podstaw Marksizmu-Leninizmu w Wyższej Szkole Wychowania Fizycznego w Krakowie. Od 1956 do 1958 kierował referatem historii partii Komitetu Wojewódzkiego PZPR w Krakowie. W 1956 został lektorem KW, a w 1975 lektorem Komitetu Centralnego PZPR. Od 1958 do 1960 był dyrektorem Biblioteki Głównej AM w Krakowie, a następnie kierował Studium Nauk Politycznych tej uczelni. Od 1974 do 1981 był wicedyrektorem Instytutu Ruchu Robotniczego, a od 1974 do 1977 kierownikiem Zakładu Historii Polski Ludowej w Wyższej Szkole Nauk Społecznych, a od 1984 do 1987 pełnił funkcję dziekana Wydziału Nauk Społeczno-Politycznych Akademii Nauk Społecznych przy KC PZPR, gdzie wykładał do 1990. W latach 1974–1982 był redaktorem naczelnym kwartalnika „Z Pola Walki”. Wchodził w skład komitetu redakcyjnego Słownika biograficznego działaczy polskiego ruchu robotniczego. W październiku 1981 powołany przez Plenum Komitetu Centralnego PZPR w skład Zespołu dla przygotowania naukowej syntezy dziejów polskiego ruchu robotniczego. Od czerwca 1985 był członkiem Komitetu Redakcyjnego dla opracowania "Pism zebranych" Władysława Gomułki. Od 1986 do 1992 wykładał na Wyższej Szkole Pedagogicznej im. Jana Kochanowskiego w Kielcach, a od 2001 do 2006 pracował na Uczelni Warszawskiej im. Marii Skłodowskiej-Curie.

### Działalność polityczna
Należał do Związku Walki Młodych oraz Zrzeszenia Studentów Polskich. Od 1947 do 1948 był przewodniczącym koła i członkiem prezydium zarządu powiatowego Akademickiego Związku Walki Młodych „Życie” w Jędrzejowie. W 1947 wstąpił do Polskiej Partii Robotniczej, a następnie do Polskiej Zjednoczonej Partii Robotniczej. Był członkiem egzekutywy OOP, a następnie I sekretarzem Komitetu Uczelnianego PZPR w WSE w Krakowie. Wchodził w skład Komisji Szkolnictwa Wyższego Komitetu Dzielnicowego PZPR Kraków-Zwierzyniec. W grudniu 1985 został członkiem Zespołu do przygotowania Projektu Uchwały X Zjazdu PZPR, który odbył się w lipcu 1986. Należał do Polskiego Towarzystwa Historycznego, Polskiego Towarzystwa Ekonomicznego i Polskiego Towarzystwa Nauk Politycznych.
Pochowany na cmentarzu Powązki Wojskowe w Warszawie (kwatera Q-kol.1-2-2)

## Odznaczenia
Otrzymał: Krzyż Kawalerski i Krzyż Oficerski Orderu Odrodzenia Polski, Srebrny Krzyż Zasługi (1966), Złotą Odznakę Zrzeszenia Studentów Polskich (1960), Odznakę 10-lecia ZSP, Odznakę 1000-lecia (1966), Złotą Odznakę Polskiego Towarzystwa Ekonomicznego (1969), Złotą Odznakę „Za pracę społeczną dla miasta Krakowa” (1972), Medal 30-lecia Polski Ludowej (1974), Złotą Odznakę „Za zasługi dla Ziemi Krakowskiej” (1976), Złotą Odznakę im. Janka Krasickiego (1978), Medal 50-lecia Akademii Ekonomicznej w Krakowie oraz nagrody Rektora AM w Krakowie: dydaktyczno-organizacyjną (1970, 1972) i naukową (1973), Rektora WSNS w Warszawie: dydaktyczno-badawczą (1975) i dydaktyczno-wychowawczą (1978), za habilitację: Życia Literackiego (1975), w konkursie im. W. Rzymowskiego Wydawnictwa „Epoka”(1975), Ministra Nauki, Szkolnictwa Wyższego i Techniki - III stopnia (1976) oraz za pracę zbiorową pt.: „PZPR 1948-1978” - zespołową I stopnia (1979). Laureat nagrody „Trybuny Ludu” (zespołowej) dla redakcji Zeszytów Historycznych "Głosu Nauczycielskiego" (1983).

## Wybrane publikacje
- Jednolity front KPP i PPS w Krakowskiem 1933-1937, Kraków: Wydawnictwo Literackie 1971.
- Krakowska organizacja AZWM „Życie” : szkic,  Kraków: Referat Historyczny PArtii KW PZPR 1972.
- Partie i stronnictwa polityczne w Krakowskiem : 1945-1947,  Kraków: Wydawnictwo Literackie 1975.
- PZPR i problemy polityczne lat 1954-1956, Warszawa: Wyższa Szkoła Nauk Społecznych 1980.
- Ustawa o planie 6 sześcioletnim, oprac. Zenobiusz Kozik, Lublin: Wydawnictwo Lubelskie 1980.
- Polska Zjednoczona Partia Robotnicza w latach 1954-1957 : szkic historyczny,  Warszawa: Państwowe Wydawnictwo Naukowe 1982.
- Niemcy w NRD a polskie kryzysy 1956 i 1980-1981,  Piotrków Trybunalski: Wydawnictwo Filii Kieleckiej WSP 1998.
- Stalinowski system represji w Polsce 1948-1955,  Piotrków Trybunalski: Naukowe Wydawnictwo Piotrkowskie 2000.